# NHK厚保テレビ中継局
NHK厚保テレビ中継局（エヌエイチケイあつテレビちゅうけいきょく）は、山口県美祢市西厚保町に置かれていたNHK山口放送局のテレビジョン中継局である。

## 中継局概要
美祢市西厚保町本郷の江下山に置かれており、旧美祢市南部の厚保地区をカバーしていた。
| 放送局名          | チャンネル | 空中線電力        | ERP  | 放送対象地域 | 放送区域内世帯数 | 偏波面   |
| NHK山口総合テレビ | 56ch+      | 映像1W /音声250mW | 不明 | 山口県       | 不明             | 水平偏波 |
| NHK山口教育テレビ | 54ch+      | 映像1W /音声250mW | 不明 | 全国放送     | 不明             | 水平偏波 |

- 2局とも秋芳嘉万中継局とチャンネルが同一。
- 2010年3月12日に廃局。